# Pristiophorus nancyae
Pristiophorus nancyae is een vissensoort uit de familie van de Pristiophoridae. De wetenschappelijke naam van de soort is voor het eerst geldig gepubliceerd in 2011 door Ebert & Cailliet.